# 平緬府
平緬府，是明代雲南承宣布政使司下轄的一個府，元置平緬路，在隴把東北。洪武十五年閏三月置平緬宣慰使司。三月又改路為府，未幾府廢。十七年八月丙子升司為平緬軍民宣慰使司，後廢，治所即今雲南隴川縣附近。